# Westport
Westport (irsko Cathair na Mart, kar pomeni 'kamnita utrdba goveda', zgodovinsko anglicizirano kot Cahernamart)  je mesto v grofiji Mayo na Irskem na jugovzhodnem vogalu zaliva Clew, zalivu Atlantskega oceana na zahodni obali Irske.
Oblikovanje mesta je v 1780-ih letih naročil John Browne iz Westportskega dvorca, v katerem so bili nastanjeni njegovi delavci in najemniki. John Browne je očistil prvotno vasico Cahernamart, ki je imela 700 prebivalcev, da bi naredil pot do svojih vrtov pri dvorcu .
Trenutno mestno središče je prvotno oblikoval James Wyatt leta 1780 v gregorijanskem arhitekturnem slogu. Njegova postavitev sledi srednjeveškim načelom mestnega oblikovanja, ki so jih uvedli Normani v 13. stoletju. Posebna značilnost je vključitev reke v mesto, ki ga sestavljata dve vrsti kamnitega zidu, ki imata na obeh straneh reke starodavne promenade (The Mall) z nekaj kamnitimi mostovi čez reko Carrowbeg. Postavitev vključuje več dreves, ki so obrobljala ulice, spredaj so ozke poslovne stavbe, značilne za irska mesta, ohranjena sta uglajenost in čar. Nekateri sodobni posegi, kot je postaja Garda, so manj uspešni pri ohranjanju prvotne kontinuitete urbane strukture.
Znamenita romarska gora Croagh Patrick, znana lokalno kot the Reek, leži približno 10 km zahodno od mesta blizu vasi Murrisk in Lecanvey. Gora oblikuje ozadje mesta.
Westport je priljubljena turistična točka in ima visoko kakovost življenja . Leta 2001, 2006 in 2008 je osvojil nagrado za irsko najčistejše mesto. Leta 2012 je zmagal na tekmovanju za najboljše mesto za življenje (Best Place to Live) na Irskem.

## Zgodovina
Westport je dobil ime v irščini po gradu iz 16. stoletja − Cathair na Mart (kar pomeni 'kamnita utrdba goveda' ali 'sejemsko mesto') − in okoliškem naselju, ki je pripadalo močnemu lokalnemu pomorskemu klanu Ó Máille, ki je nadziral območje zaliva Clew, znano kot Umaill.
Prvotna vasica Cathair na Mart je obstajala nekje okoli sedanjega sprednjega, vzhodnega travnika Westportskega dvorca. Imela je glavno ulico, ulice do reke in okoli 700 prebivalcev . Na ustju reke Carrowbeg je bilo tudi majhno pristanišče. Ceste vodijo iz vasi na zahod (West Road), na jug (Sandy Hill Road) in na vzhod (Old Paddock Road). Družina Browne iz dvorca je preselila mesto na sedanji kraj v 1780-ih letih, da bi naredili pot do svojih vrtov in se je preimenovalo v Westport.
Mesto ima status kulturne dediščine, kar je nenavadno na Irskem, saj je eno od načrtovanih mest v državi . Oblikovanje mesta pripada Jamesu Wyattu, angleškemu arhitektu. Najopaznejša značilnost njegovega mestnega tlorisa je z drevesi obrobljen bulvar, mall, zgrajen ob reki Carrowbeg.
Wyatt je prav tako dokončal Westportski dvorec, čudovit dom markiza iz Sliga, in zasnoval jedilnico. Prvotno ga je zgradil Richard Cassels, nemški arhitekt, v 1730-ih, v bližini mesta prvotnega gradu Máille.
Od poznega 20. stoletja se je Westport močno razširil z nekaj novimi posestmi. Nekatera najbolj naseljena posestva so Springfield, Carrowbeg Estate, Horkans Hill, Cedar Park, Fairways, Knockranny Village in Sharkey Hill.

## Westportski dvorec
Dvorec, ki sta ga v 18. stoletju oblikovala znamenita arhitekta Richard Cassels in James Wyatt, je v parkovnem okolju z jezerom, terasami, vrtovi in pogledom na zaliv Clew, Atlantski ocean, otok Achill, Clare in irsko sveto goro Croagh Patrick.
Oktobra 2015 je bilo razkrito, da je 380 hektarjev zemljišča posestva, ne pa hiša, v agenciji za upravljanje premoženja (NAMA) zavarovano za skoraj 10 milijonov evrov. Januarja 2017 je bilo ugotovljeno, da je hišo in zemljišča kupila lokalna družina..
Leta 2007 so bila dodeljena nepovratna sredstva v višini 1,34 milijona evrov za popravila iz državnega sklada za dediščino. 
Prejšnji lastniki, družina Browne, so neposredni potomci premožnih bogatašev plantaž s sužnji na Jamajki, Howa Petra Browna (2. markiz iz Sliga) in njegove žene lady Sligo (Hester Catherine De Burgh) , pa tudi piratov iz 16. stoletja, kot je Gráinne Ní Mháille, piratska kraljica Umailla.
Razstava v dvorcu Howa Petra Browna predstavlja kot »zagovornika sužnjev« , kar neki  zgodovinar imenuje »pretiravanje« in opozarja, da je »Browne uporabljal suženjstvo od zibelke do groba in ni bilo nobenega njegovega svobodnega sužnja, dokler ni bilo suženjstvo ukinjeno v parlamentu« in da je Howe Peter Browne tudi zahteval in prejel precejšnjo odškodnino od britanske vlade zaradi izgube svojih sužnjev.
Izvirno hišo sta zgradila polkovnik John Browne, pristaš angleškega kralja Jakoba II., ki je sodeloval pri obleganju Limericka, in njegova žena Maude Bourke. Maude Bourke je bila prapravnukinja Ní Mháille. Hiša takrat ni imela jezera ali jezu in se je plima dvigala skoraj do zidov. 

## Demografija
Med zadnjima popisoma (od leta 2006 do 2011) se je število prebivalcev v mestu rahlo povečalo s 5163 na 5543 prebivalcev. 

## Kultura
Ljudje iz mesta Westport so tradicionalno znani kot Coveyjčani. Pred nekaj desetletji je bilo coveyjsko narečje še vedno živo in je bilo drugim nerazumljivo. Na primer, coveyjska beseda za žensko je bila doner. Do današnjega dne prebivalce bližnjih območij, vključno s Castlebarjem, zmerno prezirljivo kličejo Coveys. 

## Turizem
Westport je glavna turistična točka okrožja Mayo, priljubljena za turiste z vsega sveta in Irske. 
Leta 1842 je angleški romanopisec William Makepeace Thackeray obiskal Westport in napisal o mestu:
Najlepši pogled, ki sem ga kdaj videl na svetu. Enkraten dogodek v življenju je videti to mesto, ki je prelepo v primerjavi z drugimi lepotami, ki jih poznam. Če bi bile take lepote na angleških obalah, bi bilo to morda svetovno čudo, če bi bile v Sredozemlju ali na Baltiku, bi angleški popotniki prihajali v stotinah, zakaj ne bi šli in videli tega na Irskem!
Obiskovalci obiščejo Westport zaradi pokrajine, gostiln in restavracij v mestu, modre zastave na plaži in gore Croagh Patrick.
Westportski dvorec in njen piratski pustolovski park privabljata družine. Mesto ima tudi igrišče za golf z 18 luknjami in v bližini igrišča z 9 luknjami.
Januarja 2008 je Westport postal prvo popolnoma 3D-mesto na Google Earth.

## Mednarodne povezave
Westport je povezan s Plougastel-Daoulasom v Bretanji v Franciji in z mestom Limavady v grofiji Londonderry v Severni Irski. Povezava s slednjim ima svoje korenine v osemdesetih letih dvajsetega stoletja, uradna potrditev in slovesnost pa sta bili leta 2002. <ref>»Archived copy«. Arhivirano iz prvotnega spletišča dne 21. decembra 2009. Pridobljeno 26. januarja 2010.{{navedi splet}}:  Vzdrževanje CS1: arhivirana kopija kot naslov (povezava)<ref>
Westport je pobraten z mestom Aror v Keniji. Njegovi prebivalci so prispevali k izboljšanju infrastrukture v Arorju.

## Religija
V mestu je več cerkev: katoliška cerkev svete Marije, anglikanska cerkev svete Trojice, evangeličanska cerkev Kalvarija, binkoštna cerkev Elim in cerkev Amazing Grace. Bili sta tudi metodistična cerkev na Mallu in prezbiterijanska cerkev na cesti Destillery.
Cerkveni zapisi za 19. stoletje (irske cerkve, metodistov, katoliški, civilni, nadgrobni napisi itd.) in drugi zgodovinski zapisi za območje Westporta so v južnem Mayu v središču za raziskovanje družine v Ballinrobeju in v Clew Bayu v Uradu za kulturno dediščino na Westport Quayu.

## Ljudje
- Spomenik majorja Johna MacBrida stoji na Mallu. Rojen je bil leta 1865, pridružil se je vojski Burov, ki se je borila proti Britancem v drugi burski vojni in se je povzpel do čina majorja. Leta 1916 je bil usmrčen, ker je sodeloval pri velikonočni vstaji. Bil je oče Nobelovega nagrajenca za mir Seána MacBrida.
- Cornelius Coughlan, ki je dobil Viktorijin križec v službi britanske vojske, je tu pokopan.
- Irski pisatelj George A. Birmingham (pravo ime James Hannay) je bil več let protestantski rektor v Westportu. V mestu je skoraj povzročil upor s svojo uspešno igro General John Regan, ko so se v njej prepoznali domačini.

## Pomol
Westport ima majhno pristanišče, pomol, ki so ga nekoč uporabljale trgovske ladje. Zdaj je to predmestje s številnimi spremenjenimi skladišči. Pristanišče je znano po svojih restavracijah in pivnicah. Je tudi mesto znanega nogometnega kluba Westport United F.C.. Heritage Center ima majhen muzej, ki prikazuje zgodovino Westporta in pomorsko zgodovino zaliva Clew. Leta 1894 je bilo pristanišče prizorišče nesreče, nasedla je ladja in utopilo se je 32 ljudi.